# Sorell fumat
El sorell fumat (Trachurus picturatus) és un peix de la família Carangidae.

## Morfologia
- Talla: màxima 60 cm, comuna de 20 a 30 cm.
- Cos fusiforme, allargat, poc elevat i, lleugerament, comprimit.
- Escates petites i cicloides (llises).
- De 93 a 100 escudets a la línia lateral principal; la línia lateral accessòria acaba entre els radis quart i cinquè de la segona aleta dorsal.
- Rostre obtús.
- Ulls grossos amb pupil·la adiposa, ben desenvolupada.
- Boca grossa, obliqua i terminal; dents petites, en una sola filera.
- Primer arc branquial amb 14-17 branquispines superiors i 41-44 inferiors.
- Dues aletes dorsals, la primera formada per espines i la segona amb una espina i la resta per radis tous.
- L'anal, relativament curta, amb 3 espines, tot i que les dues primeres són sovint poc visibles i queden incloses a la pell; la resta està formada per radis tous; als adults, el darrer radi de la segona dorsal i el de l'anal són més llargs i es troben, lleugerament, separats de la resta.
- Les pectorals, falciformes.
- La caudal, forcada.
- Coloració del dors negre blavós i grisenc amb irisacions verd blavoses; flancs argentats i el ventre blanquinós.
- Té una petita taca negra a la vorera superior de l'opercle.
- Les aletes són de grises a vermelloses.

## Comportament
Espècie pelàgica migradora oceànica.
Forma grans bancs prop de la superfície i dels 250 fins als 350 m de fondària.

## Alimentació
S'alimenta essencialment de crustacis.

## Reproducció
La reproducció té lloc a l'estiu.

## Distribució geogràfica
Es troba a tota la Mediterrània (excepte al nord de l'Adriàtic i a la mar Negra). A l'Atlàntic Oriental des del Golf de Biscaia a Mauritània (incloent-hi les illes Açores, Madeira i Canàries).

## Pesca
Pesca industrial, semiindustrial, artesanal i esportiva; es captura amb arts de platja, tremalls, encerclament, volantí, palangres i de ròssec.
Es tracta d'una espècie popular de preu relativament baix.
A la Mediterrània hi ha dues espècies més, del mateix gènere (Trachurus mediterraneus i Trachurus trachurus), amb les quals s'acostuma a confondre.